# 中臣氏
中臣氏（日语：／ Nakatomiuji）是日本古代中央有力氏族之一。中臣氏主要負責朝廷的祭祀事宜，作為天皇神官傳達神諭，在日本律令制下其族人多出任神祇官裡的上級官人，大化改新之前的早期便在祭祀方面有很大的影響力。

## 由來

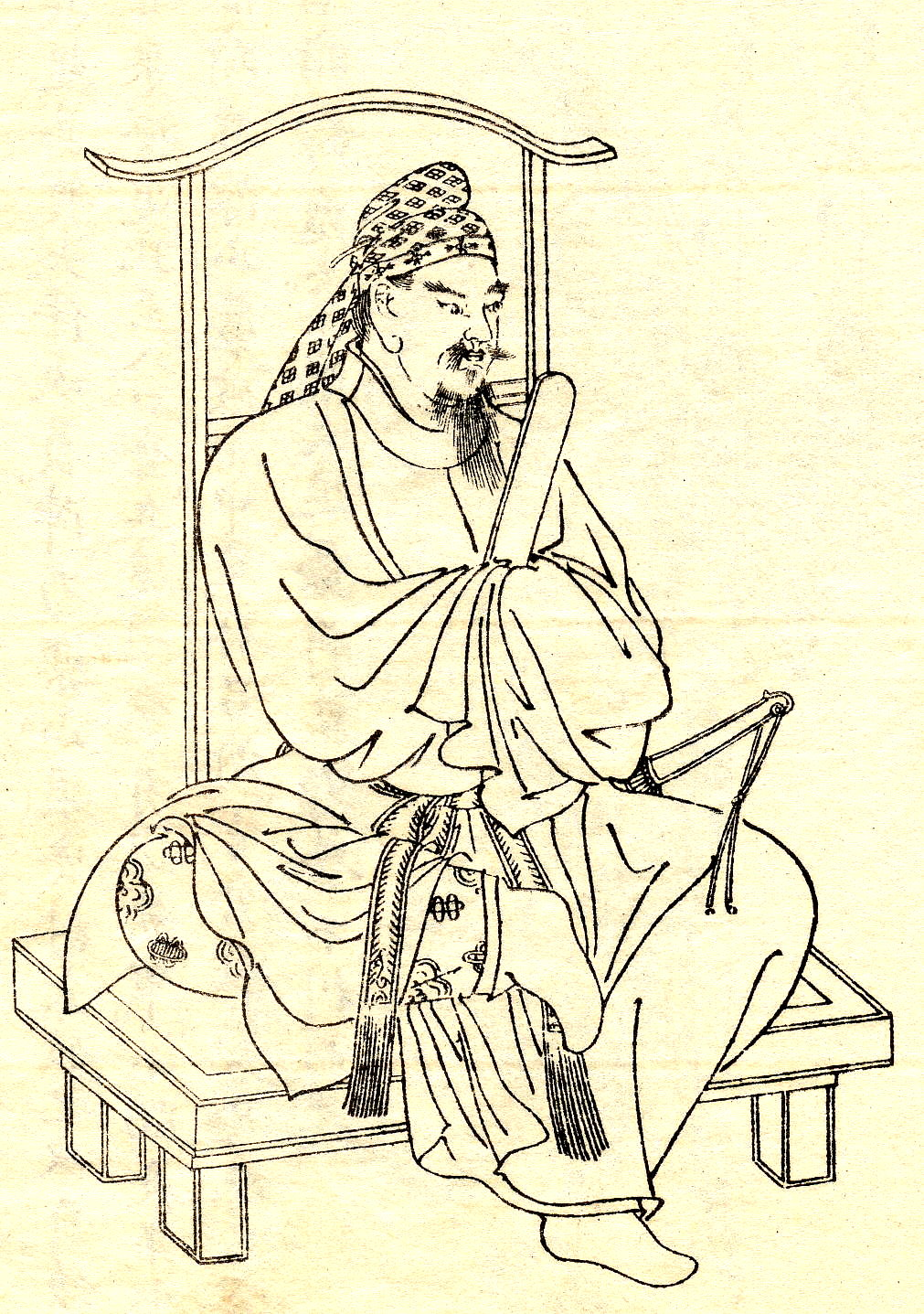
中臣鎌足

中臣氏的始祖是記紀天孫降臨中出現的天兒屋命，遠祖是垂仁天皇五大夫之一的大鹿嶋。本居宣長在《古事記傳》否定了的説法，主張中臣兩字是來自「中執臣」，意指「維繫神與君主的職務」的略稱。中臣氏具體的出身地雖然不明，但是鑑於中臣鎌足生於大和國高市郡藤原（現奈良縣橿原市），而且皇居在推古天皇之後定於飛鳥，因此估計位處於附近。中臣氏系譜中最可信的是《中臣氏系譜》引用的《大中臣本系帳》，指出從欽明天皇時期的黑田開始，其子常盤的時期才獲賜姓，其姓本來是連，在天武天皇13年（684年）制定了八色姓後才改為朝臣。在鎌足的貢獻下，中臣氏的政治地位獲得大大提升，並且分為三個系統，分別是鎌足之弟中臣垂目、叔父中臣國子和中臣糠手子的系統，進入平安時代後不時製作系譜，貞觀5年（863年）時由於不同系譜之間出現分歧上，因此在寬平5年（893年）開始撰寫新系譜，並且在延喜3年（903年）寫好《新撰氏族本系帳》（延喜本系）一卷，於延喜6年（906年）六月呈上給太政官，這便是《中臣氏系譜》所引用的《大中臣本系帳》。其於，《大中臣本系帳》並沒有提及到鎌子、勝海等人與黑田後代的關係，因此有說法認為中臣的嫡流在勝海一代告終，由常陸國鹿島出身，遠祖同樣是大鹿嶋的中臣所繼承，按《續日本紀》天平18年（746年）3月24日條「常陸國鹿嶋郡中臣部廿烟。占部五烟。賜中臣鹿嶋連之姓。」 記載，卜部氏的5戶獲賜姓為中臣鹿島連，《尊卑分脈》也認為中臣氏源於卜部氏。在中臣氏出現之前，大和王權的祭祀事宜由物部氏負責，當物部氏參與政事後，便交給卜部氏處理，輾轉變成由中臣氏擔當，《尊卑分脈》同時也提到中臣烏賊津曾獲賜姓卜部，中臣和卜部彼此扯上關係可能是因為兩者都有份參與祭祀事宜。另外，《古語拾遺》中雖然強調與中臣氏同時期的忌部氏在朝廷神事上與中臣氏屬對等關係，但是這不過是忌部氏自身的主張，關晃認為這是誇大其詞。

## 歷史
6世紀中開始，中臣氏在文獻上才有明確的記載，例如《日本書紀》中提到中臣鎌子與大連物部尾輿在佛教公傳的時候反對佛教，中臣勝海與大連物部守屋更對佛教進行迫害，用明天皇駕崩後雙雙死於蘇我馬子手上。在推古天皇和舒明天皇在位期間，中臣御食子作為前事奏官兼祭官，參與政務的同時其兼任神，當時中臣氏在間人、志斐、熊凝（現奈良縣大和郡山市額田部）、習宜、宮處、伊勢和鹿嶋等地都有分支，擁有著自己的部民和田莊的有力豪族官。其後，御食子的長子鎌足與中大兄皇子發起乙巳之變誅滅蘇我氏全族，推行大化改新，並且在天智天皇8年（669年）十月彌留之際獲封大織冠和大臣，並且賜姓藤原，自此中臣氏成為大臣家格。然而，隨著鎌足的表弟右大臣中臣金在壬申之亂後作為近江朝廷強硬派而被斬殺後，不比等也一度陷入困境。其後，在鎌足之女冰上娘和五百重娘替天武天皇誕下但馬皇女和新田部親王，加上不比等和金的侄子中臣大島開始受到重用的情況下，在八色姓制度之下均獲賜姓朝臣。文武天皇掌政後，不比等除了讓其女藤原宮子嫁給文武天皇之餘，為了讓自己的子孫獨享藤原朝臣的名號，在文武天皇2年（698年）八月以朝廷祭祀由遠房表親意美麻呂等人負責為由，將在持統天皇時期一度改姓藤原的中臣大島和中臣意美麻呂等人改回中臣朝臣，規定只有鎌足之子藤原不比等的後裔才可以以藤原朝臣為姓，清楚劃分從政的是藤原氏，神官則是中臣氏。神護景雲3年（769年）六月，右大臣中臣清麻呂獲光仁天皇賜姓為大中臣氏，及後在延曆16年農曆10月15日（797年11月8日）和17年農曆6月26日（798年8月12日）兩度發出官符，批准中臣鷹主以下的550名中臣氏族人都可以改姓大中臣。後裔除了藤原氏和大中臣氏外，還有春日大社、鹿島神宮和香取神宮的社家等等。

### 註解
1. ↑  此說法出自於《名語記（日语：名語記）》、《祝詞考》、《百草露》和《和訓栞》[3]。